# Sadanga
Sadanga es un municipio en la provincia de La Montaña en Filipinas. Conforme al censo de 2000, tiene 8,596 habitantes.

## Barangayes
Sadanga se divide administrativamente en 8 barangayes.
- Anabel
- Belwang
- Betwagan
- Bekigan
- Población
- Sacasacan
- Saclit
- Demang

- Datos: Q36076
- Multimedia: Sadanga / Q36076

1. ↑  Worldpostalcodes.org, código postal n.º 2617.